# Naomi Klein
Pour les articles homonymes, voir Klein.
Naomi Klein, née le 8 mai 1970 à Montréal, est une journaliste, essayiste, réalisatrice et altermondialiste canadienne. Elle a étudié à l'Université de Toronto et à la London School of Economics.
Elle est titulaire de la chaire Gloria Steinem en Média, Culture et Études féministes de l'Université Rutgers.
Elle est mondialement connue pour avoir pointé les défaillances du capitalisme, du néolibéralisme et de la mondialisation dans ses livres No Logo (1999), La Stratégie du choc : la montée d’un capitalisme du désastre (2007) et Tout peut changer : capitalisme et changement climatique (2014). Elle a reçu en 2016 le Prix Sydney de la paix pour son militantisme en faveur de la justice climatique. Elle est considérée comme l'une des figures les plus populaires de l'altermondialisme et de l'anti-consumérisme.

## Biographie
Naomi Klein est la fille de Bonnie Sherr Klein (en), réalisatrice féministe, auteure d'un documentaire dénonçant la pornographie (C'est surtout pas de l'amour : un film sur la pornographie / Not a Love Story) et de Michael Klein, médecin, membre du mouvement Physicians for Social Responsibility. Tous deux sont américains mais ont émigré au Canada en protestation contre la guerre du Viêt Nam et pour éviter à son père de devoir aller s'y battre.
Elle a un frère, Seth, directeur du Centre canadien pour des alternatives politiques en Colombie-Britannique.
Issue d'une famille juive ashkénaze socialiste dont les ancêtres étaient membres du Bund, ses grands-parents étaient des marxistes actifs aux États-Unis dans les années 1930 et 1940. Son grand-père a été renvoyé de son poste d'animateur chez Disney après y avoir organisé la première grève salariale de l'histoire des studios.
La carrière d'écrivain de Klein commence avec ses contributions au journal The Varsity, un journal étudiant de l'Université de Toronto dont elle est devenue rédactrice en chef. Elle prend part au mouvement féministe en 1989 à la suite de la tuerie de l'École polytechnique de Montréal. Elle obtient la bourse Miliband de la London School of Economics au sein de laquelle elle étudie au niveau master.
Naomi Klein gagne en notoriété avec la publication de No Logo (2000), devenu un best-seller et parfois considéré comme l'un des ouvrages de référence du mouvement altermondialiste. Elle y dénonce la réduction de l'espace public, social et citoyen au profit des multinationales au travers de la prolifération de leurs logos. Elle évoque l'exploitation de la misère à laquelle se livrent selon elle les multinationales telles que McDonald's, Nike, Coca-Cola, Starbucks ou encore Wal-Mart.
Elle a aussi écrit Fences and Windows (2002) ainsi que des articles pour différents journaux (The Nation, The Globe and Mail, Harper's Magazine, The Guardian, Rolling Stone et In These Times), et participé (avec son mari, le journaliste de la télévision canadienne Avi Lewis (en)) à la réalisation d'un film (The Take) sur le phénomène des entreprises autogérées par les salariés en Argentine.
Elle est membre du comité de parrainage du tribunal Russell sur la Palestine dont les travaux ont commencé le 4 mars 2009. La même année, lors de la guerre de Gaza, elle soutient la campagne Boycott, désinvestissement et sanctions contre Israël, en affirmant que « la meilleure stratégie pour stopper l'occupation de plus en plus sanglante est qu'Israël devienne la cible d'un genre de mouvement global qui mit fin à l'apartheid en Afrique du Sud ».

## Livres

### No Logo
Selon No Logo : la tyrannie des marques, la mondialisation a permis de faire passer la production au dernier plan en la reléguant au niveau de sous-traitance dans les zones franches des pays du Sud notamment. Les entreprises ont donc pu investir dans le marketing, c'est-à-dire investir non pas dans le produit, mais dans leur marque. Elle avance que le déplacement de la production au dernier rang de la chaîne économique a conduit à des coupes d'effectifs dans les pays industrialisés, au profit d'emplois précaires. Elle considère que l'augmentation de l'investissement dans le marketing et le processus de concentration des grandes entreprises dépossèdent les consommateurs de choix. Elle pousse la réflexion jusqu'à parler de la dépossession du bien commun au profit de l'entreprise privée. À la fin de son ouvrage, Naomi Klein estime que les marques fonctionnent comme des métaphores du système économique.

### La Stratégie du choc
Le troisième livre de Naomi Klein, La stratégie du choc : la montée d'un capitalisme du désastre, examine comment les politiques néolibérales développées par Milton Friedman et l'École de Chicago ont été appliquées au Chili sous Pinochet et en Russie sous Eltsine. La thèse centrale de cet ouvrage est que pour réussir à imposer des politiques impopulaires de libre marché, les responsables politiques exploitent le choc psychologique causé par des désastres environnementaux, militaires ou économiques, les populations étant plus facilement portées à accepter alors des mesures difficiles. Elle rattache ces pratiques à la théorie de Joseph Schumpeter selon laquelle le capitalisme fonctionnerait grâce à la « destruction créative ». Son titre est basé sur des expériences psychologiques menées par la CIA dans les années 1960 utilisant électrochocs, privations sensorielles et administration de drogues afin d'amener un individu à régresser jusqu'à un état infantile, qualifié de choc psychologique.
Cette stratégie du choc est encore utilisée en 2020 par les responsables politiques, ainsi que l'explique Naomi Klein à propos de la pandémie du coronavirus dans une entrevue au Monde.
Le livre a été adapté en 2008 dans un court film sur YouTube sous la direction de Jonas Cuarón et produit par Alfonso Cuarón. Il a fait l'objet d'une nouvelle adaptation au cinéma en 2010, sous le même titre, La Stratégie du choc (2010), par Michael Winterbottom et Mat Whitecross en utilisant notamment des images d'archives. Naomi Klein a participé au tournage comme narratrice. Le film a été projeté durant la Berlinale en 2009 mais il serait sorti en dépit de l'opposition de Naomi Klein, qui était en désaccord avec le travail de Michael Winterbottom .
En février 2009, le livre s'est vu attribuer un Prix de l'Université de Warwick avec une récompense de 57 000 €.

### Tout peut changer: capitalisme et changement climatique
Tout peut changer : capitalisme et changement climatique est un essai cherchant à mettre en exergue les méfaits de l'industrialisation capitaliste et libérale sur le climat, la nature et l'humanité en général. Il traite aussi des solutions,.

## Critiques
Si ses thèses ont été très largement saluées par les milieux internationaux de gauche et progressistes, elles ont aussi été critiquées par la droite et les libéraux. 
Ainsi selon le magazine libéral britannique The Economist, Naomi Klein ne tiendrait pas compte des progrès notables qu'ont permis le capitalisme et la mondialisation en matière de « réduction de la pauvreté ou de mortalité infantile dans les pays pauvres » (entre 1990 et 2000, le taux de mortalité infantile a diminué de 3 % en Afrique et de 32 % dans les pays développés). Elle sous-estimerait en outre le pouvoir des États et des consommateurs face aux grandes entreprises et se contredirait en défendant un monde ouvert et en prônant pourtant le protectionnisme.
La Stratégie du choc a été diversement reçu et critiqué, parfois même au sein de la gauche. Pour The New Republic (magazine américain de centre gauche), Naomi Klein ferait des amalgames qui rendent son argumentation « absurde », en partie par ignorance. La journaliste répondra la même année aux critiques de son préopinant, le penseur libéral Jonathan Chait, en accusant notamment celui-ci d'avoir ignoré une partie de son ouvrage[source insuffisante].
L'essayiste libéral Johan Norberg insiste pour sa part sur les erreurs qu'il voit, ainsi que sur la déformation des idées de Milton Friedman, malgré les citations de ce dernier dans ses ouvrages. Naomi Klein a répondu à ces critiques en excipant d'un entretien de Milton Friedman à un magazine allemand[source insuffisante].
Par ailleurs, certains penseurs libéraux classiques comme Steven Horwitz (en), professeur d’économie à l’université de St. Lawrence, ont souligné que les preuves empiriques allaient plutôt dans le sens opposé des conclusions de Klein. En effet, après chaque crise du XXe siècle, notamment après la Grande Dépression, la taille de l’État et son intervention dans le marché ont plutôt augmenté, au grand dam des tenants du libre marché. Donc, contrairement à ce que Klein affirme, ces derniers ne semblent pas du tout bénéficier de « l’état de choc » sociétal post-catastrophe pour implanter leurs réformes. Cette critique omet toutefois le fait qu’un État peut être à la fois fort et servir le capitalisme privé.
Sur la forme de son engagement, les universitaires canadiens Joseph Heath et Andrew Potter (en) critiquent Naomi Klein pour son absence de propositions et l'accusent de se contenter de la critique facile. C'est en partie pour contrer cette critique qu'elle écrira en 2014 : Tout peut changer en l'illustrant de nombreux exemples et solutions pratiques.

## Œuvre

### Ouvrages
- No Logo : La tyrannie des marques [« No Logo: Taking Aim at the Brand Bullies »], Actes Sud, coll. « Babel », 2002 (1re éd. 2001), 752 p. (ISBN 978-2-7427-3780-2)
- Journal d'une combattante : Nouvelles du front de la mondialisation [« Fences and Windows: Dispatches from the Front Lines of the Globalization Debate »], Actes Sud, coll. « Babel », 2005 (1re éd. 2003), 360 p. (ISBN 978-2-7427-5563-9)
- Mourir pour McDo en Irak : Colonisation américaine, résistance irakienne (coécrit avec Jean Bricmont, Tariq Ali et Geoffrey Geuens), Aden, 2004, 160 p. (ISBN 978-2-9600273-7-2)
- La Stratégie du choc : Montée d'un capitalisme du désastre [« The Shock Doctrine: The Rise of Disaster Capitalism »], Actes Sud, coll. « Babel », 2010 (1re éd. 2008), 848 p. (ISBN 978-2-330-02660-8)

- Tout peut changer : Capitalisme et changement climatique [« This Changes Everything: Capitalism vs. the Climate »], Arles/Montréal, Actes Sud, 2015, 640 p. (ISBN 978-2-330-04784-9)
- Dire non ne suffit plus : contre la stratégie du choc de Trump, [« No Is Not Enough: Resisting Trump's Shock Politics and Winning the World We Need »] trad. de Véronique Dassas et Colette St-Hilaire, Arles, France, Actes Sud, coll. « Essais », 2017, 224 p.  (ISBN 978-2-330-08199-7)
- Plan B pour la planète : Le New Deal vert, [« On Fire: The (Burning) Case for a Green New Deal »], trad. de Mathieu Dumont, Actes Sud, 2019, 416 p.  (ISBN 978-2-330-12737-4)

- Vaincre l'injustice climatique et sociale: feuilles de combat à l'usage des jeunes générations [« How to change everything: the young human's guide to protecting the planet and each other »], 2021, 304 p. (ISBN 978-2-330-14917-8)
- Le Double : voyage dans le monde miroir, Actes Sud, 2024, 496 p. (ISBN 978-2-330-19671-4)

### Cinéma
- 2004 : The Take (en) coréalisé avec Avi Lewis, [présentation en ligne]
- 2009 : La Stratégie du choc (The Shock Doctrine) réalisé par Michael Winterbottom et Mat Whitecross
- 2015 : Tout peut changer coréalisé avec Avi Lewis

### Radio
- 2017 : Desert Island Discs (en) [présentation en ligne]